# اچ‌ام‌ای‌اس ماروبرا
اچ‌ام‌ای‌اس ماروبرا (به انگلیسی: HMAS Maroubra) یک کشتی است. این کشتی در سال ۱۹۳۰ ساخته شد.